# Ω-3脂肪酸

ALA

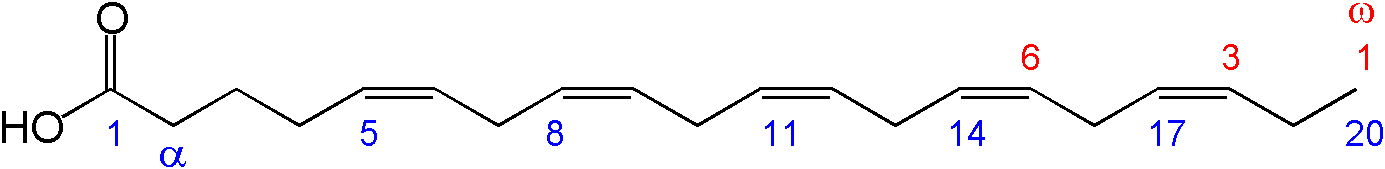
EPA

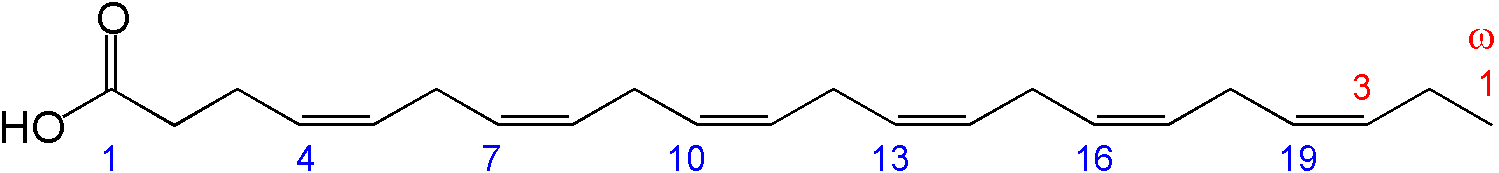
DHA

ω-3脂肪酸（Omega-3 fatty acids）又称Ω-3脂肪酸，是一类不饱和脂肪酸，其中最重要的3种为：ALA（存在于植物中的油）、EPA和DHA（这二种发现存在于海洋动植物油中）。从脂肪酸分子中距离羧基最远的甲基端（称为ω端）的碳原子计数，这一类分子的倒數第三个与第四个碳原子之间为双键（即倒數第三根键为双键），因此称为ω−3脂肪酸。含有较多ω−3脂肪酸的油脂包括：魚油、海藻油、鸡蛋黄油、磷虾油、沙棘果油、亞麻籽油、核桃油、奇亞籽油、南美印加果油、大麻籽油等。
重要的ω−3必需脂肪酸包括α-亚麻酸、二十碳五烯酸、二十二碳六烯酸，这三者均为多不饱和脂肪酸。人体内无法从头合成ω−3脂肪酸，但可以使用十八碳的ω−3脂肪酸即α-亚麻酸（ALA）作为原料，通过人体内的酶延长碳链，合成二十碳的不饱和ω−3脂肪酸（即EPA），再由EPA合成二十二碳的不饱和ω−3脂肪酸（即DHA）。上述反应与ω-6脂肪酸的合成反应互为竞争反应，后者是从亚油酸衍生出的脂肪酸。ω−3与ω−6脂肪酸均为必须从食物中获取的必需营养素。随着人年龄的增长，体内由ALA合成DHA的能力随之减退。因此，老年人可能存在DHA缺乏。
常见食用油中ω-6脂肪酸与ω-3脂肪酸的比例：
- 印加果油 1:1
- 菜籽油(canola) 2:1
- 大麻籽油 2-3:1
- 大豆油 7:1
- 橄榄油 3–13:1
- 葵花籽油 无ω-3脂肪酸
- 奇異籽油 1:3
- 核桃油 1:2
- 亚麻籽油 1:2
- 棉籽油 几乎无ω-3脂肪酸
- 花生油 无ω-3脂肪酸
- 玉米油 46:1

## ω−3脂肪酸列表
自然界常见的ω−3脂肪酸：
| 中文名         | 英文普通名                                     | 脂质名     | 化学名                               |
| -------------- | ---------------------------------------------- | ---------- | ------------------------------------ |
| 十六碳三烯酸   | Hexadecatrienoic acid (HTA)                    | 16:3 (n−3) | 全-顺-7,10,13-十六碳三烯酸           |
| α-亚麻酸       | alpha-Linolenic acid (ALA)                     | 18:3 (n−3) | 全-顺-9,12,15-十八碳三烯酸           |
| 硬脂四烯酸     | Stearidonic acid (SDA)                         | 18:4 (n−3) | 全-顺-6,9,12,15-十八碳四烯酸         |
| 二十碳三烯酸   | Eicosatrienoic acid (ETE)                      | 20:3 (n−3) | 全-顺-11,14,17-二十碳三烯酸          |
| 二十碳四烯酸   | Eicosatetraenoic acid (ETA)                    | 20:4 (n−3) | 全-顺-8,11,14,17-二十碳四烯酸        |
| 二十碳五烯酸   | Eicosapentaenoic acid (EPA)                    | 20:5 (n−3) | 全-顺-5,8,11,14,17-二十碳五烯酸      |
| 二十一碳五烯酸 | Heneicosapentaenoic acid (HPA)                 | 21:5 (n−3) | 全-顺-6,9,12,15,18-二十一碳五烯酸    |
| 二十二碳五烯酸 | Docosapentaenoic acid (DPA), Clupanodonic acid | 22:5 (n−3) | 全-顺-7,10,13,16,19-二十二碳五烯酸   |
| 二十二碳六烯酸 | Docosahexaenoic acid (DHA)                     | 22:6 (n−3) | 全-顺-4,7,10,13,16,19-二十二碳六烯酸 |
| 二十四碳五烯酸 | Tetracosapentaenoic acid                       | 24:5 (n−3) | 全-顺-9,12,15,18,21-二十四碳五烯酸   |
| 二十四碳六烯酸 | Tetracosahexaenoic acid (Nisinic acid)         | 24:6 (n−3) | 全-顺-6,9,12,15,18,21-二十四碳六烯酸 |

## 生理功能
補充ω-3脂肪酸與降低總死亡率之間的關聯目前看來尚未有定論。
ω-3脂肪酸可能降低心血管疾病危險性的機制包括：減少血栓形成、降低血中三酸甘油脂、減緩動脈粥瘤斑的生成、改善內皮細胞功能、輕微降低血壓並抑制發炎反應。如過量攝取ω-3脂肪酸會降低凝血力，有些人會血流不止，所以宜尋求醫師指示，務必小心使用。增加摄入像ALA这样的ω-3脂肪可减少关节、消化道、肺部和大脑的炎症。

## 健康影響

### 癌症
ω-3脂肪酸的攝取已被證實可以降低罹患乳癌的風險。然而截至2020，尚未有明確證據證實ω-3脂肪酸的攝取與降低其他癌症風險之間的連結。
對於攝護腺癌的影響尚未有定論。血液中高濃度的二十二碳五烯酸（DPA）會降低風險，但高濃度的二十碳五烯酸（EPA）和二十二碳六烯酸（DHA）可能會增加罹患惡性攝護腺癌的風險。
對於進行癌癌症晚期與惡病體質患者，ω-3脂肪酸的攝取可能可以幫助增進胃口、體重和提升生活品質。

### 心血管疾病
在2020的研究中，有中至高度的證據強度指出，在ω-3多元不飽和脂肪酸中含有的二十碳五烯酸（EPA）和二十二碳六烯酸（DHA），對於死亡率與心血管健康並無顯著的幫助。
在一篇2018的統合分析中，對於曾有冠狀動脈心臟病史的患者，並沒有找到顯著證據支持每日攝取一克ω-3脂肪酸對預防致命的冠狀動脈心臟病、非致命心肌梗塞或中風有幫助。然而，若每日攝取超過一克的ω-3脂肪酸且持續超過一年，對於曾有心血管疾病病史的人罹患心臟性猝死和心肌梗塞有保護效果。
對沒有定期吃魚類的族群，尤其在非裔美國人族群中，ω-3脂肪酸的攝取也有保護心血管健康的效果。

### 中風
跟據考科藍合作組織在2018年發表的研究指出，ω-3脂肪酸的攝取（攝取量介於0.5至5公克／每日）對於中風的發生率並沒有顯著的影響。

### 免疫系統與發炎
在2013的系統性研究顯示omega−3 fatty acids在健康成人中有益於降低發炎狀況。在服用omega−3 fatty acids後，一些血液中的發炎物質如C-reactive protein, interleukin 6, 以及 TNF alpha有下降的情形。
針對類風濕性關節炎這種自體免疫疾病，有一篇2012年發表的系統性回顧提到針對「關節腫脹及疼痛、手部關節在早上時的僵硬情形」等症狀是有效果的。美國風濕病學會提及食用魚油對於類風濕性關節炎有所助益，然而是沒有辦法幾天內立即看到效果的產生．要有效果通常是幾個月以上。此外還要注意食用魚油可能產生對於消化道產生的副作用（容易造成噁心、拉肚子等）。美國國家替代醫學研究中心也有指出omega−3有助於舒緩類風濕性關節炎相關症狀，也提及補充時要注意與當下用藥的搭配，可能會產生交互作用，有血栓的狀況發生。
截至2021年仍無證據顯示omega−3 fatty acids有助於避免兒童發生免疫反應所引發的慢性呼吸道發炎，也就是氣喘的情形。

### 發展性障礙
關於omega−3 fatty acids是否有助改善注意力不足過動症的情形仍有爭議：有一篇統合性論文提到補充omega−3 fatty acids有助於改善注意力不足過動症的情形，然而有其他文章（考科藍文獻回顧）則是表示並無顯著證據顯示兩者的關聯。
2015年發表的一篇統合性分析提到omega−3 fatty acids的補充並沒有助於降低早產率，在2018年的考科藍系統性文獻回顧則是提到omega−3 fatty acids是有助於降低生新生兒的產前後死亡、體重過輕的狀況，但有極低可能會有大於胎齡兒（指出生體重在同胎齡同性別平均體重的第90百分位以上的嬰兒）。
2021年的傘狀評論則是表示omega−3 fatty acids在懷孕時期的補充有助於避免子癲前症、新生兒體重過輕、早產以及產後憂鬱症，對於胎兒的免疫系統、視力有所幫助，對於產婦則可降低心臟代謝相關危險因子。

### 心理健康
關於omega−3 fatty acids是否有助於心理健康則存在許多爭議，在焦慮、重性憂鬱症、思覺失調症等心理健康相關疾病並沒有顯著效果。
2021年的考科藍文獻回顧點出針對重性憂鬱症，omega−3 fatty acids也無顯著治療效果。也有研究顯示omega−3 fatty acids被使用在躁鬱症的治療上，然而並沒有足夠數據可以加強他的實證強度。
關於為什麼如此難以界定是否有沒有效果，最主要是因為要受試者回憶過去的飲食是否含有omega−3 fatty acids存在誤差，另外每個研究在定義是否屬於可以補充omega−3 fatty acids的食物來源難以有一個統一的標準。

### 認知功能老化
研究並無顯示omega−3 fatty acids和阿茲海默症、失智症治療並無關聯，而在2020有一篇文章顯示補充omega−3 fatty acids對於認知功能老化並無影響，唯在並未失智的成人上有促進記憶的輕微助益。

### 大腦、視覺功能
二十二碳六烯酸（DHA）作爲哺乳類動物的大腦中的主要組成物之一，同時也是大腦中含量最多的ω-3脂肪酸。腦功能與視覺的運作仰賴飲食攝入的二十二碳六烯酸（DHA）來維持多樣的細胞膜功能，尤其在灰質中。

### 糖尿病
目前並無顯著研究顯示omega−3 fatty acids有辦法預防第二型糖尿病。在2018一篇文章指出，現今臨床試驗結果並不支持補充omega−3 fatty acids作為改善血糖的控制，且關於糖尿病腎臟病變、視網膜病變患者並無建議攝取omega−3 fatty acids這樣的指引。

### 苯酮尿症
通常在苯酮尿症患者上可以觀察到低omega−3 fatty acids攝取的情形，原因是因為他們體內蛋白質的代謝受到影響，因此不能攝取太多高蛋白的食物，導致攝入富含omega−3 fatty acids的食物機會大幅降低（如深海魚類）

### 治療COVID19
在2021年有一篇隨機臨床試驗文章顯示omega−3 脂肪酸的補充可以改善得到COVID-19產生酸中毒以及腎功能方面問題的情形，隨機試驗結果包含實驗組在補充omega−3 脂肪酸血液中的pH值有顯著的高於對照組，然而在PO2 和 PCO2的部分並無顯著差異，實驗組在14天後然而仍然需要更多的臨床試驗、更大的樣本數來確切其療效。

## 作用机制
必需脂肪酸之所以“必需”，是因为研究人员发现，它们在幼儿和幼年动物的成长发育中起到不可或缺的作用。人类大脑含有丰富的二十二碳六烯酸(DHA)，它正是一种ω−3脂肪酸。生成DHA这种物质，需要发生去饱和反应，反应中要用到去饱和酶，在ω−3和ω−6位碳原子上生成双键；但人类正正缺乏去饱和酶。正因如此，ω−3脂肪酸和ω−6脂肪酸都无法在体内合成，必须从食物中摄取；“必需脂肪酸”这个名称，充分反映了这种性质。

1964年，研究人员发现，绵羊组织中有酶，可以把花生四烯酸这种ω−6转化为炎症因子——前列腺素E2， 前列腺素E2与创伤、感染组织发生的免疫应答有关。1979年，科学家进一步发现了血栓素、前列环素、白三烯等统称为类花生酸的物质。 类花生酸在体内发生效用的时间较短，由脂肪酸合成而得，最终由酶代谢分解。如果合成的速度大于代谢速度，过量的类花生酸就可能产生不良影响。研究人员发现，某些ω−3脂肪酸也可以合成类花生酸和类二十二碳六烯酸(docosanoids)，但合成速度较低。合成期间，如果ω−6与ω−3脂肪酸同时存在，它们参与合成反应时会发生竞争，因此长链ω−3与ω−6脂肪酸的比例，直接影响合成所得的类花生酸种类。

### 互相转化

#### ω−6／ω−3比
在过去数百年间，人类的饮食结构快速改变，现今饮食的ω−6摄入量，大于ω−3的摄入量。在人类身上，ω−3多不饱和脂肪酸或许有助于预防心脏疾病，ω−6多不饱和脂肪酸的含量水平则并无影响（因此，ω−6／ω−3比值对此并不重要）。

典型的西方饮食，其ω−6／ω−3比在10:1到30:1之间（也就是说，ω−6远多于ω−3）。常用植物油的ω−6／ω−3比分别为：菜籽油2:1、大麻籽油2:1至3:1、大豆油7:1、橄榄油3:1至13:1、葵花籽油不含ω−3脂肪酸、亚麻籽油1:3、棉籽油几乎不含ω−3脂肪酸、花生油不含ω−3脂肪酸、葡萄籽油几乎不含ω−3脂肪酸、玉米油46:1。

## 天然食物

### 动物来源
海洋多脂鱼类（沙丁鱼、鲭鱼、鲱鱼、秋刀鱼、鲑鱼、比目鱼、鲔鱼）、磷虾。

### 植物来源
籽实（核桃、亚麻籽、奇亚籽、芝麻籽、南瓜籽、黃豆）、某些绿叶蔬菜、酪梨、特定种类的海藻。

## 飲食建議

### 美國
美國國家醫學院（National Academy of Medicine）出版的參考膳食攝取量（Dietary Reference Intake, DRI）規範了所有營養素的「推薦膳食攝取量（Recommended Dietary Allowances, RDA）」和包含脂肪在內的部分營養素的「可接受宏量營養素分布範圍（Acceptable Macronutrient Distribution Ranges, AMDR）」。針對尚無足夠證據制定「推薦膳食攝取量」的營養素則會以「適當攝取量（Adequate Intake, AI）」取代之。α-亞麻酸的適當攝取量為男性1.6克／天、女性1.1克／天，可接受宏量營養素分布範圍則為總熱量的0.6%至1.2%。由於二十碳五烯酸（EPA）與二十二碳六烯酸（DHA）的生理潛力遠高於α-亞麻酸，因此無法估計出一個適用於所有ω−3脂肪酸的可接受宏量營養素分布範圍（AMDR）

### 台灣
衛生福利部國民健康署參考歐美、日等國家在訂定時的考量因素後，於2011年修訂的「國人膳食營養素參考攝取量及其說明 第七版—必需脂肪酸」中提出針對國人ω−6與ω−3脂肪酸的參考膳食攝取量值（DRIs）：建議每日亞麻油酸的攝取至少應為總熱量的1%，而次亞麻油酸的攝取至少應為總熱量的0.5 %。最近一次國民健康營養調查顯示: 19歲以上成年人的一日平均脂肪攝取量為70.4 公克。ω-6 與 ω-3 脂肪酸各有不同的生理功能，因此尚未提出 DRIs 之絕對量，而僅提出建議攝取量占總熱量之百分比以供參考
| 範圍 （％熱量）           | 男 （0－6月，7－12月，1歲以上） | 女 （0－6 月，7－12 月， 1 歲以上，懷孕期，哺乳期） |
| ------------------------- | ------------------------------- | --------------------------------------------------- |
| n-6 脂肪酸 （亞麻油酸）   | 4－8                            | 4－8                                                |
| n-3 脂肪酸 （次亞麻油酸） | 0.6－1.2                        | 0.6－1.2                                            |